# Meioneta affinis
Meioneta affinis là một loài nhện trong họ Linyphiidae.
Loài này thuộc chi Meioneta. Meioneta affinis được Wladislaus Kulczynski miêu tả năm 1898.